# Loft (zespół muzyczny)
Loft – niemiecki zespół eurodance, działający w latach 90. XX wieku.

## Dyskografia

### Albumy
- 1994 – Wake The World
- 1995 – Future World
- 1999 – Greatest Hits

### Single
- 1993 – Summer Summer Summer
- 1993 – Hold On
- 1994 – Love Is Magic
- 1994 – Wake The World
- 1995 – Don’t Stop Me Now
- 1995 – Free Me
- 1995 – It’s Raining Again
- 1996 – Mallorca
- 1997 – Long John Silver
- 2003 – Summer Summer Remix
- 2004 – Stil No.1
- 2005 – Love Can’t Be Wrong
- 2005 – Gigolo